# Pamphilius alnivorus
Pamphilius alnivorus  (лат.) — вид паутинных пилильщиков из семейства  Pamphiliidae.

## Распространение
Дальний Восток России (Якутия, Хабаровский край, Приморский край, Сахалин, Южные Курилы), Япония.

## Описание
Верхняя часть головы, усиковое поле и лоб опушенные и отчётливо пунктированные. Дорсальный и вентральный края створок яйцеклада одинаковой длины, почти симметричные. На лбу выше усиковых ямок располагается светло-жёлтое пятно. Передний край наличника светлый. Створки яйцеклада толстые, короткие и закруглённые. Развиваются на ольхе пушистой (Alnus hirsuta).